# ユーロビジョン・ソング・コンテスト2024
ユーロビジョン・ソング・コンテスト2024こと第68回ユーロビジョン・ソング・コンテスト（英語: Eurovision Song Contest 2024、フランス語: Concours Eurovision de la chanson 2024）は、2023年大会で優勝したスウェーデンにて2024年5月に開催されたユーロビジョン・ソング・コンテストである。準決勝は5月7日と5月9日、決勝は5月11日に開催する。
欧州放送連合によると、2024年大会の視聴者数は1億6300万で、決勝の視聴率は全域で46.7%である。

## 開催地
2023年7月7日、開催日と開催都市が発表され、マルメでの3度目の開催となり、会場も2013年大会と同じくマルメ・アリーナとなった。これにより、5大会連続で首都以外の都市で開催するという史上初の記録も達成した。

## 司会者
2024年2月6日、司会者は2013年大会、2016年大会の司会者のペートラ・メーデとカナダ育ちのマリン・アッカーマンに決められた。

## ルール
2023年8月のブルームバークの報道によると、欧州放送連合（EBU）側は人工知能（AI）により作成されたコンテンツの参加禁止を検討している。一方、サンマリノは2023年11月、国内選考でイギリスの会社Casperakiとのコラボレーションにより、AIを利用して作った曲の参加を許可した。
2023年11月1日に2024年大会の公式ルールが公表された。

### 投票システム
2023年大会ではスウェーデンが審査員票を大量獲得し、総点数で視聴者票1位のフィンランドを上回ったため、結果について激しい論争を起こした。TV2の報道によると、ノルウェー放送協会はこの件について欧州放送連合と協議しており、欧州放送連合側は2024年1月に審査員票の取り扱いに関する最終決定を発表するとしたが、2024年3月の時点では2023年大会と変化がなかった。
ただし、2023年大会に比べて、投票できる時間帯は大きく延長した。参加国の視聴者は大会の開始時点から投票できる2010年大会と2011年大会みたいに、最初の曲の演奏開始直前から投票できる。一方、非参加国の視聴者はショーの開始の24時間前から投票できる。
なお、2023年9月、スウェーデン・ラジオのプレゼンターのカロリナ・ノレンは総監督のマルティン・エステルダールに、主催国以外の「BIG 5」国を準決勝に競わせるような決勝進出のルールの変更を提案した。

### 放送時間
スウェーデン・テレビによると、決勝の放送時間（50/50方式の投票システムの導入などにより放送時間が伸びており、ここ数年は4時間以上となる）を例年より最大1時間短縮させる計画があった。しかし、最終的には最大5分間の短縮に決められた。

## 出場国

準決勝1に参加
準決勝1で投票
準決勝2に参加
準決勝2で投票

2023年9月15日は参加申請の最終日の時点だが、2023年9月20日の時点で2024年大会に参加する予定と確認された国は35か国である。このうち、ルクセンブルクは1993年大会以来、31年ぶりに復帰する。
2023年12月5日、EBUは37か国が参加すると発表した。

### 準決勝の組分け
抽選は2024年1月30日の夜にマルメで開催された。
| 1組                                                                       | 2組                                                                                   | 3組                                                                                            | 4組                                                                     | 5組                                                                     |
| ------------------------------------------------------------------------- | ------------------------------------------------------------------------------------- | ---------------------------------------------------------------------------------------------- | ----------------------------------------------------------------------- | ----------------------------------------------------------------------- |
| - アルバニア - オーストリア - スイス - クロアチア - セルビア - スロベニア | - オーストラリア - デンマーク - エストニア - フィンランド - アイスランド - ノルウェー | - アルメニア - アゼルバイジャン - ジョージア - イスラエル - ラトビア - リトアニア - ウクライナ | - キプロス - ギリシャ - アイルランド - マルタ - ポルトガル - サンマリノ | - ベルギー - チェコ - ルクセンブルク - オランダ - モルドバ - ポーランド |

### 不参加の国
早い段階でボスニア・ヘルツェゴビナのBHRTは欧州放送連合に対する負債（2021年時点で3200万ユーロ以上）により参加できないと表明し、スロバキアのRTVS、アンドラのRTVA、モナコのMMDも参加しないと表明した。また、2022年に参加していたブルガリア、モンテネグロは9月15日の時点で参加を表明しておらず、以下の2か国ものち不参加を表明した。
- 北マケドニア - 2023年10月29日の時点では最終決定がまだ下されていないが、議論は続いている。特に2022年大会でのロシアの失格による予算拠出の増加に合わせることができず、2023年大会から撤退したため、復帰はまだ不透明な状態である[31]。結局、2023年12月5日にMKRTVは2024年大会への不参加を確認したが、準決勝と決勝の生中継を行うと表明した[32]。
- ルーマニア - 2023年9月12日の報道によると、マルメでの開催に対するルーマニア・テレビの予算が不足であるため、ルーマニア財務省（英語版）による追加予算案の承認次第により参加の可否が決められる[33]。結局、2024年1月25日にルーマニア・テレビの取締役会は投票により不参加を表明した[34]。

## 参加者と結果

### 準決勝1
準決勝1は2024年5月7日21:00（CEST）に開催。ドイツ、スウェーデンとイギリスは準決勝1に投票。
| 登場順 | 国               | アーティスト                                                       | 楽曲                      | 言語                       | 順位 | 得点 |
| ------ | ---------------- | ------------------------------------------------------------------ | ------------------------- | -------------------------- | ---- | ---- |
| 01     | キプロス         | シリア・カプシス Silia Kapsis                                      | "Liar"                    | 英語                       | 6    | 67   |
| 02     | セルビア         | テヤ・ドラ Teya Dora                                               | "Ramonda"                 | セルビア語                 | 10   | 47   |
| 03     | リトアニア       | シルヴェステル・ベルト Silvester Belt                              | "Luktelk"                 | リトアニア語               | 4    | 119  |
| 04     | アイルランド     | バンビー・サグ Bambie Thug                                         | "Doomsday Blue"           | 英語                       | 3    | 124  |
| 幕間1  | イギリス         | オリー・アレクサンダー Olly Alexander                              | "Dizzy"                   | 英語                       | N/A  | N/A  |
| 05     | ウクライナ       | アリョーナ・アリョーナ&ジェリー・ヘイル Alyona Alyona & Jerry Heil | "Teresa & Maria"          | ウクライナ語、英語         | 2    | 173  |
| 06     | ポーランド       | ルナ Luna                                                          | "The Tower"               | 英語                       | 12   | 35   |
| 07     | クロアチア       | ベビー・ラザーニャ Baby Lasagna                                    | "Rim Tim Tagi Dim"        | 英語                       | 1    | 177  |
| 08     | アイスランド     | ヘラ・ビョルク Hera Björk                                          | "Scared of Heights"       | 英語                       | 15   | 3    |
| 幕間2  | ドイツ           | イザーク Isaak                                                     | "Always On the Run"       | 英語                       | N/A  | N/A  |
| 09     | スロベニア       | レイヴン Raiven                                                    | "Veronika"                | スロベニア語               | 9    | 51   |
| 10     | フィンランド     | ウィンドウズ95マン Windows95man                                    | "No Rules!"               | 英語                       | 7    | 59   |
| 11     | モルドバ         | ナタリア・バルブ Natalia Barbu                                     | "In the Middle"           | 英語                       | 13   | 20   |
| 幕間3  | スウェーデン     | マークス&マーティヌス Marcus & Martinus                            | "Unforgettable"           | 英語                       | N/A  | N/A  |
| 12     | アゼルバイジャン | ファフリー feat. イルキン・ドヴラトフ Fahree feat. Ilkin Dovlatov  | "Özünlə apar"             | 英語、アゼルバイジャン語   | 14   | 11   |
| 13     | オーストラリア   | エレクトリック・フィールズ Electric Fields                         | "One Milkali (One Blood)" | 英語、ヤンクニチャチャラ語 | 11   | 41   |
| 14     | ポルトガル       | ヨランダ Iolanda                                                   | "Grito"                   | ポルトガル語               | 8    | 58   |
| 15     | ルクセンブルク   | タリ・ゴレルガント Tali                                            | "Fighter"                 | フランス語、英語           | 5    | 117  |

### 準決勝2
準決勝2は2024年5月9日21:00（CEST）に開催。フランス、イタリアとスペインは準決勝2に投票。なお、イスラエルは準決勝1の日程がヨム・ハショアとかぶるため、あらかじめ準決勝2に割り当てられた。
| 登場順 | 国           | アーティスト                              | 楽曲                                                 | 言語             | 順位 | 得点 |
| ------ | ------------ | ----------------------------------------- | ---------------------------------------------------- | ---------------- | ---- | ---- |
| 01     | マルタ       | サラ・ボニーチ Sarah Bonnici              | "Loop"                                               | 英語             | 16   | 13   |
| 02     | アルバニア   | ベサ・コクジマ Besa                       | "Titan"                                              | 英語             | 15   | 14   |
| 03     | ギリシャ     | マリナ・サッティ Marina Satti             | "Zari"                                               | ギリシア語、英語 | 5    | 86   |
| 04     | スイス       | ネモ・メトラー Nemo                       | "The Code"                                           | 英語             | 4    | 132  |
| 05     | チェコ       | アイコ Aiko                               | "Pedestal"                                           | 英語             | 11   | 38   |
| 幕間1  | フランス     | スリマン Slimane                          | "Mon amour"                                          | フランス語       | N/A  | N/A  |
| 06     | オーストリア | カリーン Kaleen                           | "We Will Rave"                                       | 英語             | 9    | 46   |
| 07     | デンマーク   | サバ Saba                                 | "Sand"                                               | 英語             | 12   | 36   |
| 08     | アルメニア   | ラダニヴァ Ladaniva                       | "Jako"                                               | アルメニア語     | 3    | 137  |
| 09     | ラトビア     | ドンス Dons                               | "Hollow"                                             | 英語             | 7    | 72   |
| 幕間2  | スペイン     | ネブロッサ Nebulossa                      | "Zorra"                                              | スペイン語       | N/A  | N/A  |
| 10     | サンマリノ   | メガラ Megara                             | "11:11"                                              | スペイン語       | 14   | 16   |
| 11     | ジョージア   | ヌツァ・ブザラゼ Nutsa Buzaladze          | "Firefighter"                                        | 英語             | 8    | 54   |
| 12     | ベルギー     | ミュスティー Mustii                       | "Before the Party's Over"                            | 英語             | 13   | 18   |
| 13     | エストニア   | 5ミーヌスト&プーループ 5miinust & Puuluup | "(Nendest) narkootikumidest ei tea me (küll) midagi" | エストニア語     | 6    | 79   |
| 幕間3  | イタリア     | アンジェリーナ・マンゴー Angelina Mango   | "La noia"                                            | イタリア語       | N/A  | N/A  |
| 14     | イスラエル   | エデン・ゴラン Eden Golan                 | "Hurricane"                                          | 英語、ヘブライ語 | 1    | 194  |
| 15     | ノルウェー   | ゴーテ Gåte                               | "Ulveham"                                            | ノルウェー語     | 10   | 43   |
| 16     | オランダ     | ヨースト・クライン Joost Klein            | "Europapa"                                           | オランダ語       | 2    | 182  |

### 決勝
決勝は2024年5月11日21:00（CEST）に開催。なお、オランダは準決勝通過の後に失格となった。
| 登場順 | 国             | アーティスト                                                       | 楽曲                                                 | 言語               | 順位 | 得点 | 得点   | 得点   |
| 登場順 | 国             | アーティスト                                                       | 楽曲                                                 | 言語               | 順位 | 合計 | 審査員 | 視聴者 |
| ------ | -------------- | ------------------------------------------------------------------ | ---------------------------------------------------- | ------------------ | ---- | ---- | ------ | ------ |
| 01     | スウェーデン   | マークス&マーティヌス Marcus & Martinus                            | "Unforgettable"                                      | 英語               | 9    | 174  | 125    | 49     |
| 02     | ウクライナ     | アリョーナ・アリョーナ&ジェリー・ヘイル Alyona Alyona & Jerry Heil | "Teresa & Maria"                                     | ウクライナ語、英語 | 3    | 453  | 146    | 307    |
| 03     | ドイツ         | イザーク Isaak                                                     | "Always On the Run"                                  | 英語               | 12   | 117  | 99     | 18     |
| 04     | ルクセンブルク | タリ・ゴレルガント Tali                                            | "Fighter"                                            | フランス語、英語   | 13   | 103  | 83     | 20     |
| 05     | オランダ       | ヨースト・クライン Joost Klein                                     | "Europapa"                                           | オランダ語         | N/A  | N/A  | N/A    | N/A    |
| 06     | イスラエル     | エデン・ゴラン Eden Golan                                          | "Hurricane"                                          | 英語、ヘブライ語   | 5    | 375  | 52     | 323    |
| 07     | リトアニア     | シルヴェステル・ベルト Silvester Belt                              | "Luktelk"                                            | リトアニア語       | 14   | 90   | 32     | 58     |
| 08     | スペイン       | ネブロッサ Nebulossa                                               | "Zorra"                                              | スペイン語         | 22   | 30   | 19     | 11     |
| 09     | エストニア     | 5ミーヌスト&プーループ 5miinust & Puuluup                          | "(Nendest) narkootikumidest ei tea me (küll) midagi" | エストニア語       | 20   | 37   | 4      | 33     |
| 10     | アイルランド   | バンビー・サグ Bambie Thug                                         | "Doomsday Blue"                                      | 英語               | 6    | 278  | 142    | 136    |
| 11     | ラトビア       | ドンス Dons                                                        | "Hollow"                                             | 英語               | 16   | 64   | 36     | 28     |
| 12     | ギリシャ       | マリナ・サッティ Marina Satti                                      | "Zari"                                               | ギリシア語、英語   | 11   | 126  | 41     | 85     |
| 13     | イギリス       | オリー・アレクサンダー Olly Alexander                              | "Dizzy"                                              | 英語               | 18   | 46   | 46     | 0      |
| 14     | ノルウェー     | ゴーテ Gåte                                                        | "Ulveham"                                            | ノルウェー語       | 25   | 16   | 12     | 4      |
| 15     | イタリア       | アンジェリーナ・マンゴー Angelina Mango                            | "La noia"                                            | イタリア語         | 7    | 268  | 164    | 104    |
| 16     | セルビア       | テヤ・ドラ Teya Dora                                               | "Ramonda"                                            | セルビア語         | 17   | 54   | 22     | 32     |
| 17     | フィンランド   | ウィンドウズ95マン Windows95man                                    | "No Rules!"                                          | 英語               | 19   | 38   | 7      | 31     |
| 18     | ポルトガル     | ヨランダ Iolanda                                                   | "Grito"                                              | ポルトガル語       | 10   | 152  | 139    | 13     |
| 19     | アルメニア     | ラダニヴァ Ladaniva                                                | "Jako"                                               | アルメニア語       | 8    | 183  | 101    | 82     |
| 20     | キプロス       | シリア・カプシス Silia Kapsis                                      | "Liar"                                               | 英語               | 15   | 78   | 34     | 44     |
| 21     | スイス         | ネモ・メトラー Nemo                                                | "The Code"                                           | 英語               | 1    | 591  | 365    | 226    |
| 22     | スロベニア     | レイヴン Raiven                                                    | "Veronika"                                           | スロベニア語       | 23   | 27   | 15     | 12     |
| 23     | クロアチア     | ベビー・ラザーニャ Baby Lasagna                                    | "Rim Tim Tagi Dim"                                   | 英語               | 2    | 547  | 210    | 337    |
| 24     | ジョージア     | ヌツァ・ブザラゼ Nutsa Buzaladze                                   | "Firefighter"                                        | 英語               | 21   | 34   | 15     | 19     |
| 25     | フランス       | スリマヌ Slimane                                                   | "Mon amour"                                          | フランス語         | 4    | 445  | 218    | 227    |
| 26     | オーストリア   | カリーン Kaleen                                                    | "We Will Rave"                                       | 英語               | 24   | 24   | 19     | 5      |

## 論争

### キプロスの国内選考
キプロスはもともと国内選考大会により参加者を選出する予定であったが、その後はキプロス放送協会（CyBC）がギリシャのリアリティ番組の『Fame Story』を利用すると発表した。同番組はギリシャ国内で撮影し、ギリシャ国内でもスター・チャンネルを通じて放送する予定があった。しかし、ギリシャの主催局のギリシャ国営放送（ERT）は欧州放送連合（EBU）側に対し、国内のユーロビジョン・ソング・コンテストの独占放送権の侵害として抗議をしたため、EBUが声明を出したことにより、CyBCは選考方法を内部選考に変更した。

### イスラエルの参加

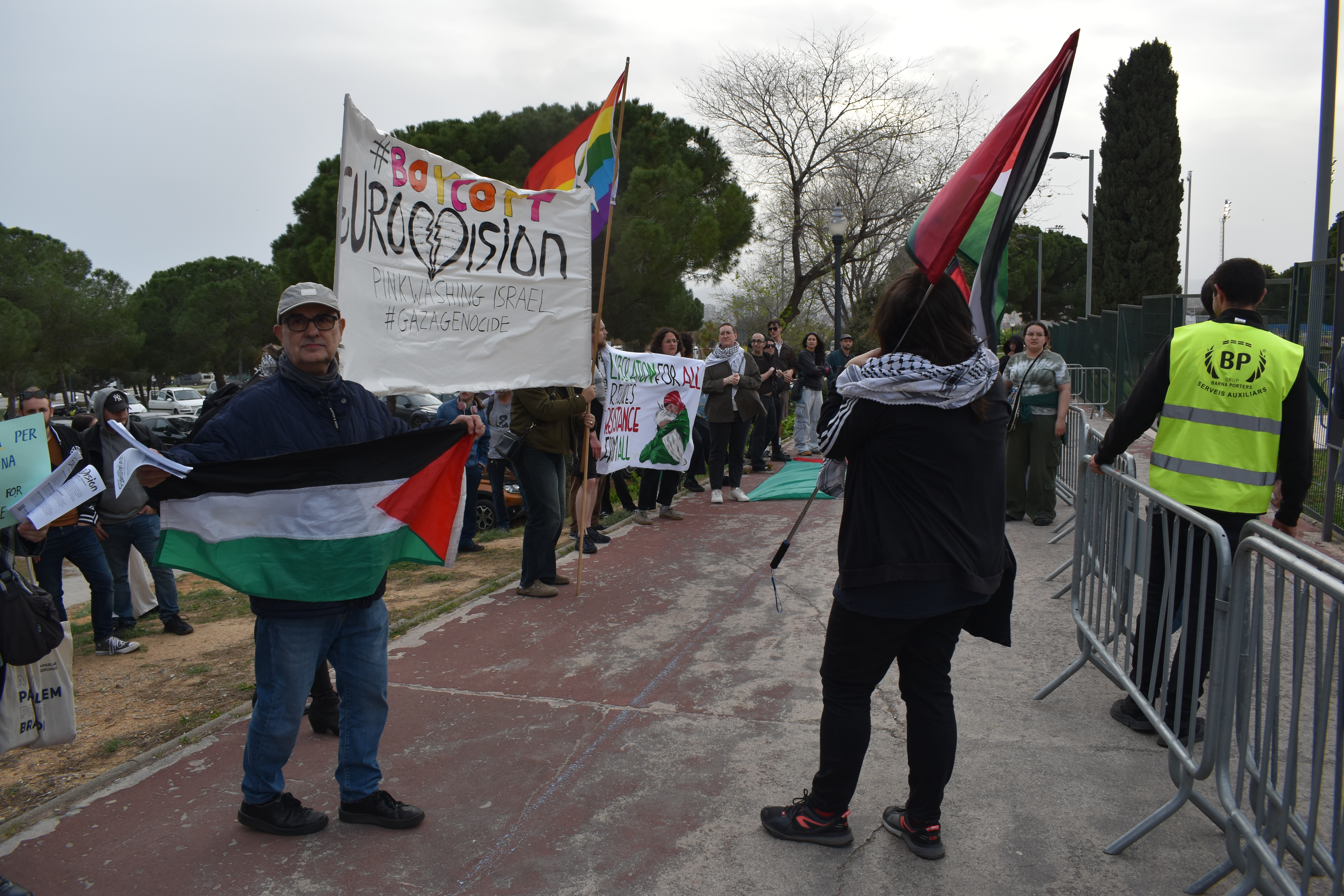
バルセロナでのボイコット・デモ

ハマスとの戦争状態にあるイスラエルの参加に対し、主に北欧諸国では民間から自国の放送局に反対の意見が多く寄せられた。特にアイスランドは2024年1月の時点で、もしイスラエルが参加する場合、国内選考大会の優勝者との協議を経て撤退する可能性もあると示唆した。スロベニア国営放送（RTVSLO）は国内の抗議について、イスラエル公共放送（KAN）が欧州放送連合を脱退しない限り参加を認めるべきだとしつつ、欧州放送連合と加盟放送局間の対話と協議を要請した。また、イスラエルの参加により、マルメではセキュリティに関する議論も盛り上がった。
一方、イスラエル自体は出場予定曲『October Rain』で2023年10月7日のハマスによるイスラエル攻撃を描き、政治的なメッセージを含むと見られたため、欧州放送連合側は歌詞の変更を要求する可能性があった。しかし、イスラエル側は既に歌詞を変更できないとし、変更を要求される場合は今回の大会から撤退すると表明した。ただし、後には態度を軟化し、『October Rain』を再編集した『Hurricane』が3月7日に欧州放送連合によって承認された。
開会後も会場外でイスラエルの参加に反対するデモが発生したなど論争が続いた。準決勝1の開会演技をしたエリック・サーデはパレスチナを象徴するクーフィーヤを手首に巻いた。ベルギーのオランダ語放送VRTの労働組合は準決勝2の放送の冒頭に生放送を中断し、停戦を呼びかけてイスラエルを批判するメッセージを放送した。イスラエルの参加者は演出中、観客からのブーイングを浴びた。一方、アイルランドのバンビー・サグはEBUの要請により、パレスチナを支持する政治的なメッセージの掲示を取りやめた。観客に対してもパレスチナ国旗などの持ち込みを禁止された。ノルウェーの点数発表を担当するアレッサンドラ・メーレは決勝の数時間前に辞退すると表明した。反イスラエルのアイルランド代表バンビー・サグも決勝後、イスラエル放送局KANによる暴力の扇動で被害を3回受けたとEBUを批判した。ポルトガルの決勝の演出では、パレスチナを支持するメッセージが歌手のネイルアートに描かれたため、EBU側は決勝演出の公開を拒否した。ノルウェーの『VG』によると、ギリシャ、アイルランド、ノルウェー、ポルトガル、スイス、イギリスの6カ国は決勝からの撤退を考えたが、決勝の25分前にEBUとの交渉により参加を決めた。
大会終了後もスコットランドの『The National』は大会がイスラエル偏向的、イスラエルに利用されたと批判した。

### アイスランドの国内選考大会
アイスランドはイスラエルの出場について、辞退する可能性もあると言ったが、2024年3月11日にヘラ・ビョルクが出場することを認めた。しかし、国内選考大会の投票用アプリのRÚV Stjörnurに不具合があり、対戦相手であるパレスチナ人歌手バシャール・ムラドへの投票がヘラ・ビョルクへの票となった問題がSNS上で提起された。これに対する両方のソングライターの抗議により、RÚVは独立機関による調査を行うと約束した。一方、イスラエルの放送局のある従業員はムラドの落選運動を行ったことも発覚した。

### イタリア放送協会のルール違反
準決勝2の放送後、イタリア放送協会は誤って国内投票による各国の得票率を放送した。本来は決勝の終了後から公表できる事項なので、ルール違反となった。なお、この得票率によると、イスラエルはイタリアで39.31%の票を獲得し、2位のオランダの5倍以上に上った。

### オランダ代表の準決勝後の失格
オランダのヨースト・クラインは準決勝2の後、現地で製作側の女性スタッフに対して不適切な行為を行ったため、脅迫の疑いによりスウェーデンの警察の取調べを受けた。決勝前日のリハーサルから欠席し、その後のスケジュールへの参加はルール違反としてEBUにより禁止された。一方、オランダの放送局AVROTROSによると、トラブルは無断撮影に対する怒りによるものであった。局側は既にオランダ公共放送と共にEBU側と話し合ったにもかかわらず、失格処分が下されたことに対し、コメンテーターなどは重すぎる処分だと不満を表明した。

### 主催側によるノンバイナリーの旗の禁止
ノンバイナリーと自認するスイス代表のネモは決勝の時、こっそりと持ち込んだノンバイナリーの旗を取り出した。決勝の後、勝利したネモはEBU側がノンバイナリーの旗の会場への持ち込みを禁止したことに不満を漏らした。